# Touguinhó
Touguinhó is een plaats (freguesia) in de Portugese gemeente Vila do Conde en telt 1458 inwoners (2001).